# Manuel Escandón (Eishockeyspieler)
Manuel Escandón (* 28. Juli 1991) ist ein ehemaliger mexikanischer Eishockeyspieler, der den Großteil seiner Karriere bei Lomas Verdes in Mexiko spielte.

## Karriere
Manuel Escandón begann seine Karriere als Eishockeyspieler bei Lomas Verdes in Naucalpan de Juárez. Als 2010 die semi-professionelle Liga Mexicana Élite gegründet wurde, wechselte er zu den Teotihuacan Priests, einem der vier Gründungsclubs der Liga, mit dem er auf Anhieb mexikanischer Meister wurde. 2013 kehrte er zu seinem Stammverein zurück. 2016 beendete er seine aktive Laufbahn.

### International
Im Juniorenbereich stand Escandón für Mexiko bei den U18-Weltmeisterschaften 2005, 2006, 2007 und 2009 in der Division II und 2008 in der Division III sowie den U20-Weltmeisterschaften der Division II 2006, 2007, 2008 und 2009 und der Division III 2011, als er als bester Verteidiger ausgezeichnet wurde, auf dem Eis. 2011 war er auch Mannschaftskapitän der mexikanischen U20-Auswahl.
Mit der Herren-Nationalmannschaft nahm Escandón an den Weltmeisterschaften der Division II 2008, 2009, 2010, 2011, 2012, 2014, 2015 und 2016 teil. Er nahm auch an der Olympiaqualifikation für die Winterspiele 2010 in Vancouver, bei dem die Mexikaner trotz eines überraschenden 5:4-Erfolges gegen Gruppensieger Spanien bereits in der Vorqualifikation scheiterten, teil. Beim Pan-amerikanischen Eishockeyturnier belegte mit seinem Team 2014 und 2015 jeweils den zweiten Rang, ehe 2016 der Sieg gelang.

## Erfolge und Auszeichnungen
- 2008 Aufstieg in die Division II bei der U18-Weltmeisterschaft der Division III, Gruppe A
- 2011 Aufstieg in die Division II bei der U20-Weltmeisterschaft der Division III
- 2011 Bester Verteidiger der U20-Weltmeisterschaft der Division III
- 2014 Silbermedaille beim Pan-amerikanischen Eishockeyturnier
- 2015 Silbermedaille beim Pan-amerikanischen Eishockeyturnier
- 2016 Goldmedaille beim Pan-amerikanischen Eishockeyturnier